# Braunarlspitze
La Braunarlspitze est un sommet des Alpes, à 2 649 m, dans le massif de Lechquellen, en Autriche (Vorarlberg).